# Sonnensichelsalmler
Der Sonnensichelsalmler (Hyphessobrycon paepkei) ist eine kleine Fischart aus der Salmlerfamilie Acestrorhamphidae, die im brasilianischen Amazonasbecken im Einzugsbereich des Rio Demini, eines linken Nebenflusses des Rio Negro, vorkommt. Er wurde erst 2014 durch Axel Zarske, damals Sektionsleiter der Ichthyologie der Senckenberg Naturhistorischen Sammlungen Dresden, wissenschaftlich beschrieben und nach Hans-Joachim Paepke benannt, dem ehemaligen Kustos für Ichthyologie am Museum für Naturkunde in Berlin.

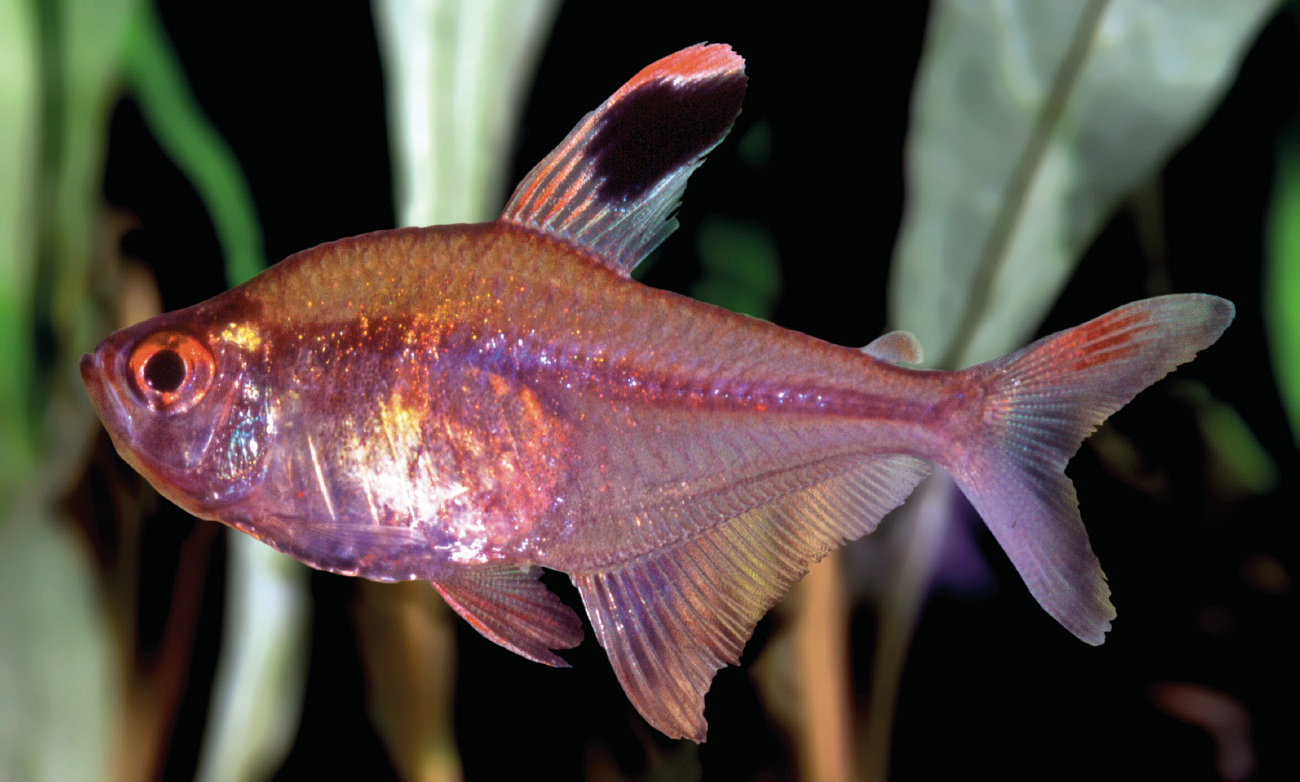
Weibchen des Sonnensichelsalmlers

## Merkmale
Der Sonnensichelsalmler erreicht eine Standardlänge von 3,5 Zentimetern und hat einen seitlich stark abgeflachten, hochrückigen Körper, wobei die Rückenlinie stärker ansteigt, als sich die Bauchlinie absenkt. Der „Nacken“ ist etwas eingebuchtet. Mit der Rückenflossenbasis fällt die Rückenlinie wieder ab und verläuft dann bis zur Fettflosse gerade oder leicht konkav. Die maximale Körperhöhe wird kurz vor der Rückenflosse erreicht. Die Standardlänge liegt beim 2,26- bis 2,79-fachen der größten Körperhöhe. Die Fische sind rotbraun gefärbt. Die Oberseite des Kopfes ist bräunlich. Auf dem Rücken sind die Schuppenränder braun, so dass sich ein dunkles Netzmuster ergibt. Die Kopfoberseite ist bräunlich. Die Unterseite des Kopfes und der Bauch sind silbrig. Hinter dem Kiemendeckel befindet sich ein gold glänzender Bereich, in dem ein nicht immer deutlich erkennbarer oben breiter und nach unten spitz zulaufender Schulterfleck liegt. Die Iris des Auges ist silbrig und oben rot. Die hohe, stark ausgezogene Rückenflosse ist von ihrer roten Basis abgesehen schwarz. Hin und wieder zeigt sie einen weißen Saum. Die gegabelte Schwanzflosse ist transparent mit rotem Fleck auf dem oberen Flossenlappen. Die Afterflosse ist transparent rotbraun gefärbt und hat einen schwärzlichen Rand. Die Bauchflossen sind rotbraun bis schwarz, ihre Spitzen sind immer schwarz. Die Brustflossen sind transparent. Die Art zeigt einen ausgeprägten Sexualdimorphismus. Bei den Weibchen ist die Färbung mit Ausnahme der Rückenflosse weniger stark ausgeprägt als bei den Männchen. Bei ausgewachsenen Männchen sind die Rücken- und die Afterflosse und die Bauchflossen deutlich verlängert und an ihren distalen Spitzen schwärzlich gefärbt. Von allen anderen bekannten Salmlern der Rosy-Tetra-Artengruppe (ausgenommen Hyphessobrycon melanopterus) unterscheidet sich der Sonnensichelsalmler durch die zahlreichen Zähne (14 bis 21) auf der Maxillare. Sie sind konisch oder dreispitzig.
- Flossenformel: Dorsale ii/9, Anale ii-iv/23-27, Pectorale i/12, Ventrale ii/7, Caudale 1/9-8/1.
- Schuppenformel: mLR 29-31.